# SMS Friedrich Carl (1867)
Pour les autres navires du même nom, voir SMS Friedrich Carl.
La SMS Friedrich Carl est une frégate de la marine de la Confédération d'Allemagne du Nord et plus tard de la marine impériale allemande. Elle a été construite en 1866-1867 par la société nouvelle des forges et chantiers de la Méditerranée de Toulon et lancée le 16 janvier 1867. Son coût s'est élevé à 6 453 000 thalers.

## Données techniques
- Longueur : 94,14 m
- Largeur : 16,6 m
- Tirant d'eau : 8,05 m
- Déplacement : 5 971 tonnes à la construction ; 6 932 tonnes maximum
- Équipage : 531 hommes
- Vitesse : 13,5 nœuds (25 km/h)

## Histoire
La frégate est mise à l'eau en janvier 1867 et baptisée du nom du prince Frédéric-Charles de Prusse (1828-1885). En octobre 1867, elle perd deux mâts pendant une tempête dans le golfe de Biscaye et doit se rendre en Angleterre à Plymouth pour réparations. Les mâts sont remplacés par des mâts de métal. Elle participe aux manœuvres de la mer Baltique en 1869 avec les SMS König Wilhelm et SMS Kronprinz. L'été suivant, elle croise sous les ordres du prince Adalbert aux Açores.
La frégate est mobilisée pour la guerre franco-prussienne. Elle rentre à Wilhelmshaven, où elle arrive le 16 juillet 1870, mais ne prend pas part aux combats. En septembre 1872, la frégate part pour un tour du monde de trois ans avec la corvette SMS Elisabeth et la canonnière SMS Albatross, sous les ordres du Kapitän zur See Reinhold Werner. Les navires sont rejoints aux Caraïbes par les corvettes SMS Vineta et SMS Gazelle. Elle se rend aussitôt après en Espagne, où ont lieu des troubles consécutifs à la Première République espagnole. La SMS Friedrich Carl parvient à s'emparer de plusieurs navires qui étaient aux mains d'Espagnols anti-gouvernementaux, afin de les remettre au gouvernement espagnol.
La frégate sert à partir de 1895 en tant que torpilleur et navire de reconnaissance. En 1902, elle devient bateau-barge sous le nom de Neptun. Le nom de Friedrich Carl est donné à un croiseur blindé lancé en 1902. Le navire est rayé des cadres le 22 juillet 1905 et vendu en 1906 pour 284 000 marks à une entreprise de démolition. Il est détruit aux Pays-Bas.